# Гесте (Емсланд)
Гесте (нім. Geeste) — громада в Німеччині, розташована в землі Нижня Саксонія. Входить до складу району Емсланд.
Площа — 133,07 км2. Населення становить 11 731 ос. (станом на 31 грудня 2021).